# Georges Prêtre
Georges Prêtre (Waziers, 14 d'agost del 1924 - Navés, 4 de gener de 2017) fou un director d'orquestra francès.
Va néixer a Waziers, un poble del nord de França, i estudià harmonia amb Maurice Duruflé i direcció amb André Cluytens, entre d'altres, al Conservatori de París. Després de graduar-se, dirigí en un nombre de petits teatres d'òpera francesos, qualque vegada sota el pseudònim de Georges Dherain, abans de fer el seu debut a París, a l'Òpera còmica, amb l'obra de Richard Strauss Capriccio. Feu el seu de debut al Royal Opera House, Covent Garden l'any 1961, amb primeres aparicions al Metropolitan Opera de Nova York i La Scala de Milà, més tard, en els anys 1960. Treballà amb Maria Callas en diverses ocasions, i hi feu gravacions de Carmen i Tosca. Per un temps va ser director musical de l'acadèmia de la música reial de l'Òpera de París.
A més de l'òpera, Prêtre és conegut per les seues interpretacions de música francesa. Està especialment associat amb Francis Poulenc, del qual va estrenar l'òpera La Voix humaine a l'Opéra-Comique el 1959 i els seus Sept répons des ténèbres l'any 1963. L'any 1999 donà una sèrie de concerts a París per celebrar el centenari del naixement de Poulenc. L'any 1988 Marcel Landowski li dedicà la seva quarta simfonia.
Va dirigir el Concert d'Any Nou de la Filharmònica de Viena el 2008 i el 2010.